# Jan-Olaf Immel
Jan Olaf Immel (Wiesbaden, 14 de marzo de 1976) es un exjugador de balonmano alemán que jugó de lateral izquierdo. Su último equipo fue el DHC Rheinland.
Fue un componente de la selección de balonmano de Alemania con la que jugó 105 partidos, en los que pudo anotar 151 goles.
Con la selección ganó la medalla de plata en los Juegos Olímpicos de Atenas 2004, así como el oro en el Campeonato Europeo de Balonmano Masculino de 2004 y la medalla de plata en el Campeonato Mundial de Balonmano Masculino de 2003.

## Clubes
- TuS Dotzheim
- SG Wallau/Massenheim ( -2005)
- TV Grosswallstadt (2005-2007)
- TSG Münster (2007-2009)
- HSG FrankfurtRheinMain (2009-2010)
- DHC Rheinland (2010-2011)